# Marcus Majella
Marcos Vicente Lemos Majella (Cabo Frio, 11 de maio de 1979) é um humorista e ator brasileiro. É formado em artes cênicas pela Casa das Arte de Laranjeiras. Ficou conhecido pelo trabalho na produtora Porta dos Fundos e pelo sitcom Vai Que Cola.

## Biografia e carreira
Nascido em Cabo Frio, Majella se mudou para o Rio de Janeiro em 2002, aos 23 anos, com a intenção de estudar teatro na Casa das Artes de Laranjeiras, se formando em 2005. Na CAL conheceu os amigos Paulo Gustavo e Fábio Porchat.
Após um tempo no teatro, em 2010 foi contratado pelo canal televisivo Multishow para participar do seriado Será que faz sentido?. No ano seguinte estrelou no Multishow os seriados O Barata Flamejante, e 220 Volts, este ao lado de Paulo Gustavo. Também em 2011 participou do filme Teste de Elenco com Porchat e Tatá Werneck. Em 2012 Majella era parte do canal do Youtube Porta dos Fundos, que logo se tornou o canal de maior visualização do Brasil em menos de um ano. No mesmo ano se torna repórter da quinta temporada do reality show do Multishow Casa Bonita, que escolheria uma nova modelo nacional. Em 2013 começa a produzir o seriado Vai Que Cola, do qual protagoniza como Ferdinando, que estreou sua primeira temporada em julho e sua segunda temporada em setembro de 2014 e sua terceira temporada em outubro de 2015.
Em outubro de 2014, Marcus Majella anuncia sua saída do Porta dos Fundos, uma vez que faz parte do elenco do sitcom Vai que Cola, do Multishow.

## Vida pessoal
Majella é publicamente homossexual. No início do ano de 2019, o humorista terminou um relacionamento com o modelo e empresário Anderson Farinelli. Majella também se relacionou com o publicitário Guilherme Castro.

## Filmografia

### Televisão
| Ano           | Título                   | Personagem                     | Nota                      |
| ------------- | ------------------------ | ------------------------------ | ------------------------- |
| 2010          | Será que Faz Sentido?    | Vários personagens             |                           |
| 2011          | Barata Flamejante        | Fábio (Crente)                 |                           |
| 2011–13       | 220 Volts                | Marquinhos                     |                           |
| 2013          | Casa Bonita              | Repórter                       |                           |
| 2013–presente | Vai Que Cola             | Ferdinando                     |                           |
| 2015–18       | Ferdinando Show          | Apresentador (como Ferdinando) |                           |
| 2015          | Treme Treme              | Ele mesmo                      | Episódio: "8 de novembro" |
| 2016          | A Lei do Amor            | Fotógrafo do IML               | Episódio: "50"            |
| 2023          | Detetives do Prédio Azul | Micollus Miquellinus           | "Empaçocados"             |

### Cinema
| Ano  | Título                           | Personagem                 | Notas          |
| ---- | -------------------------------- | -------------------------- | -------------- |
| 2011 | Teste de Elenco                  | Diretor 10                 |                |
| 2013 | Minha Mãe É Uma Peça - O Filme   | Wesley                     |                |
| 2013 | Mato sem Cachorro                | Estagiário                 |                |
| 2015 | Vai Que Cola - O Filme           | Ferdinando Beyoncé Ramirez |                |
| 2016 | A Canção de Lisboa               | Murilo                     |                |
| 2016 | Tô Ryca                          | Ulysses                    |                |
| 2017 | Um Tio Quase Perfeito            | Tony                       |                |
| 2017 | Chocante                         | Clay                       |                |
| 2018 | Crô em Família                   | Ferdinando Beyoncé Ramirez |                |
| 2019 | Ferdinando.Doc: Por Trás da Diva | Ferdinando Beyoncé Ramirez | Curta-metragem |
| 2019 | Vai que Cola 2 – O Começo        | Ferdinando Beyoncé Ramirez |                |
| 2021 | Um Tio Quase Perfeito 2          | Tony                       |                |
| 2021 | Os Salafrários                   | Clovis Cardozo Gomes       | Netflix        |

### Internet
| Ano     | Título                           | Personagem                        | Notas                            |
| ------- | -------------------------------- | --------------------------------- | -------------------------------- |
| 2012    | A Eliminação                     | Apresentador / Vários personagens | Quadro: "Mandou Bem, Mandou Mal" |
| 2012–14 | Porta dos Fundos                 | Vários personagens                | YouTube                          |
| 2015    | Juninho Play e Família           | Zeca (voz)                        | Site Oficial/ YouTube            |
| 2018    | Ferdinando.Doc: Por Trás da Diva | Ferdinando / Ferdinaldo           | YouTube                          |

## Teatro
| Ano        | Título                    | Personagem         |
| ---------- | ------------------------- | ------------------ |
| 2005       | A Geração Trianon         |                    |
| 2006       | Piquenique no Front       |                    |
| 2006       | Dose Dupla                |                    |
| 2013–atual | Vai Que Cola (HSBC Arena) | Ferdinando         |
| 2014       | Pé na Porta Comedy Show   |                    |
| 2014–16    | Hiperativo                | Ele mesmo          |
| 2014–16    | 220 Volts                 | Ele mesmo          |
| 2017–19    | Desesperados              | Vários personagens |

## Prêmios e indicações
| Ano  | Prêmio                        | Categoria                       | Indicação               | Resultado |
| ---- | ----------------------------- | ------------------------------- | ----------------------- | --------- |
| 2015 | Meus Prêmios Nick             | Humorista Favorito              | Vai que Cola            | Indicado  |
| 2016 | Meus Prêmios Nick             | Humorista Favorito              | Vai que Cola            | Indicado  |
| 2018 | Prêmio The Brazilian Critic   | Melhor Ator em Série de Comédia | Vai que Cola            | Indicado  |
| 2019 | Prêmio F5                     | Melhor Ator de Humor            | Vai que Cola            | Venceu    |
| 2022 | Festival Sesc Melhores Filmes | Melhor Ator Nacional            | Um Tio Quase Perfeito 2 | Pendente  |
| 2022 | Festival Sesc Melhores Filmes | Melhor Ator Nacional            | Os Salafrários          | Pendente  |